# Vladica Popović
Vladimir „Vladica“ Popović (v srbské cyrilici: Bладимиp „Bлaдицa“ Пoпoвић; 17. března 1935 – 10. srpna 2020) byl srbský profesionální fotbalista a trenér. Největším úspěchem v jeho trenérské kariéře bylo vítězství v Interkontinentálním poháru s Crvenou zvezdou Bělehrad v roce 1991.
Popović se narodil v Zemunu a začal hrát v místním týmu Jedinstvo. Když byl ještě velmi mladý, všiml si ho gigant Crvena zvezda Bělehrad, jenž ho přivedl do svého mládežnického týmu, kde později hrál více než deset let. Stal se kapitánem týmu a také pravidelným členem jugoslávské reprezentace. Byl součástí týmu, který získal stříbrnou medaili na Letních olympijských hrách 1956.
Popović byl od roku 1970 fotbalovým trenérem ve Venezuele, kde vedl Portuguesa FC, Caracas FC a Deportivo Italia. Trénoval také kolumbijské týmy Deportivo Cali a Millonarios, stejně jako peruánský národní fotbalový tým.

## Úspěchy

### Hráčské

#### Klubové

##### Crvena zvezda Bělehrad
- Jugoslávská první liga: 1955/56, 1956/57, 1958/59, 1959/60, 1963/64
- Jugoslávský pohár: 1957/58, 1958/59, 1963/64
- Středoevropský pohár: 1958

#### Reprezentační

##### Jugoslávie
- Druhé místo na Letních olympijských hrách: 1956

### Trenérské

##### Independiente Santa Fe
- Categoría Primera A: 1971

##### Atlético Nacional
- Categoría Primera A: 1973

##### Deportivo Cali
- Categoría Primera A: 1974

##### Napredak Kruševac
- Jugoslávská druhá liga (Východní): 1977/78

##### Crvena zvezda Bělehrad
- Jugoslávská první liga: 1991/92
- Interkontinentální pohár: 1991